# Lijst van televisiekanalen in Nederland
Deze lijst van televisiekanalen in Nederland biedt een overzicht van televisiekanalen die in Nederland actief zijn of waren.

## Publiek

### Landelijk
Deze zenders vallen onder het Nederlands publiek omroepbestel (NPO):
| Logo | Zendernaam                    | Beheerder |
| ---- | ----------------------------- | --------- |
|      | NPO 1                         | NPO       |
|      | NPO 2                         | NPO       |
|      | NPO 3/ NPO Zapp/ NPO Zappelin | NPO       |
|      | NPO 1 Extra                   | NPO       |
|      | NPO 2 Extra                   | NPO       |
|      | NPO Politiek en Nieuws        | NOS       |

| Opgeheven          | Opgeheven                         |
| Zendernaam         | Beheerder                         |
| ------------------ | --------------------------------- |
| NPO 3 Extra        | BNNVARA                           |
| NPO 101            | BNN                               |
| NPO Best           | KRO-NCRV                          |
| NPO Cultura        | NTR                               |
| NPO Doc            | VPRO                              |
| NPO Humor TV       | VARA                              |
| NPO Zappelin Extra | AVROTROS, NTR, VPRO, KRO-NCRV, EO |
| NPO Nieuws         | NOS                               |
| Sterren 24         | TROS                              |
| Geschiedenis 24    | VPRO                              |
| Consumenten 24     | VARA                              |
| Familie 24         | KRO                               |
| Omega TV           | EO                                |
| Nederland-e        | Teleac/NOT, RVU                   |
| Dolcevita TV       | KRO                               |
| Dier en Natuur     | AVRO                              |
| NPO Spirit         | KRO/NCRV, EO, ZvK, RKK            |
| NPO Sport          | NOS                               |

### Regionaal
| Logo | Zendernaam        | Omroep            | Doelregio                                                   |
| ---- | ----------------- | ----------------- | ----------------------------------------------------------- |
|      | TV Noord          | RTV Noord         | provincie Groningen                                         |
|      | Omrop Fryslân TV  | Omrop Fryslân     | provincie Friesland                                         |
|      | TV Drenthe        | RTV Drenthe       | provincie Drenthe                                           |
|      | TV Oost           | RTV Oost          | provincie Overijssel                                        |
|      | TV Gelderland     | Omroep Gelderland | provincie Gelderland                                        |
|      | Omroep Flevoland  | Omroep Flevoland  | provincie Flevoland                                         |
|      | NH Nieuws         | NH Media          | provincie Noord-Holland                                     |
|      | RTV Utrecht       | RTV Utrecht       | provincie Utrecht                                           |
|      | TV West           | Omroep West       | provincie Zuid-Holland-Noord waaronder Haaglanden en Leiden |
|      | TV Rijnmond       | Rijnmond          | provincie Zuid-Holland-Zuid waaronder Rotterdam en Rijnmond |
|      | Omroep Zeeland TV | Omroep Zeeland    | provincie Zeeland                                           |
|      | Omroep Brabant    | Omroep Brabant    | provincie Noord-Brabant                                     |
|      | L1 TV             | L1                | provincie Limburg                                           |

| Opgeheven  | Opgeheven | Opgeheven                                                |
| Zendernaam | Omroep    | Doelregio                                                |
| ---------- | --------- | -------------------------------------------------------- |
| ZHTV       | ZHTV      | provincie Zuid-Holland; opgeheven halverwege de jaren 90 |

### Europees
| Logo                | Zendernaam                | Opmerking                                          |
| België              | België                    | België                                             |
| ------------------- | ------------------------- | -------------------------------------------------- |
|                     | VRT 1                     | Voorheen NIR, BRT, BRT TV1, BRTN TV1, VRT TV1, Eén |
|                     | VRT CANVAS/ Ketnet Junior | Voorheen BRT TV2, BRTN TV2, Ketnet/Canvas          |
|                     | Ketnet                    | Voorheen gedeeld kanaal met OP12                   |
|                     | RTBF La Une               |                                                    |
|                     | RTBF Tipik                |                                                    |
|                     | RTBF La Trois             |                                                    |
| Verenigd Koninkrijk |                           |                                                    |
|                     | BBC One                   | Voorheen BBC Television Service, BBC TV, BBC1      |
|                     | BBC Two                   | Voorheen BBC2                                      |
|                     | BBC Three/ CBBC           |                                                    |
|                     | BBC Four/ CBeebies        |                                                    |
| Duitsland           |                           |                                                    |
|                     | Das Erste                 |                                                    |
|                     | ZDF                       |                                                    |
|                     | NDR                       |                                                    |
|                     | WDR                       |                                                    |
| Frankrijk           |                           |                                                    |
|                     | TV5 MONDE Europe          |                                                    |
|                     | ARTE                      |                                                    |
|                     | France 2                  |                                                    |
|                     | France 3                  |                                                    |
|                     | France 4                  |                                                    |
|                     | France 5                  |                                                    |
| Italië              |                           |                                                    |
|                     | Rai 1                     |                                                    |
|                     | Rai 2                     |                                                    |
|                     | Rai 3                     |                                                    |
| Spanje              |                           |                                                    |
|                     | TVE Internacional         |                                                    |
| Turkije             |                           |                                                    |
|                     | TRT Türk                  |                                                    |

### Internationaal
| Logo | Zendernaam | Opmerking                                                    |
| ---- | ---------- | ------------------------------------------------------------ |
|      | BVN        | was tot 1 juli 2021 een samenwerking tussen de NPO en de VRT |

## Commercieel

### Landelijk
| Logo | Zendernaam                  | Mediabedrijf                                                    | Opmerking                                             |
| ---- | --------------------------- | --------------------------------------------------------------- | ----------------------------------------------------- |
|      | RTL 4                       | RTL Nederland                                                   | Uitzendlicentie via Luxemburg                         |
|      | RTL 5                       | RTL Nederland                                                   | Uitzendlicentie via Luxemburg                         |
|      | RTL 7                       | RTL Nederland                                                   | Uitzendlicentie via Luxemburg                         |
|      | RTL 8                       | RTL Nederland                                                   | Uitzendlicentie via Luxemburg                         |
|      | RTL Z                       | RTL Nederland                                                   | Uitzendlicentie via Luxemburg                         |
|      | SBS6                        | Talpa TV                                                        |                                                       |
|      | Veronica                    | Talpa TV                                                        | Deelt kanaal met Disney Jr. Zendtijd: 18:00 tot 04:00 |
|      | Net5                        | Talpa TV                                                        |                                                       |
|      | SBS9                        | Talpa TV                                                        |                                                       |
|      | Comedy Central              | Paramount Benelux                                               |                                                       |
|      | MTV Nederland               | Paramount Benelux                                               |                                                       |
|      | Nickelodeon                 | Paramount Benelux                                               |                                                       |
|      | Paramount Network           | Paramount Benelux                                               |                                                       |
|      | Discovery Channel           | Warner Bros. Discovery EMEA                                     |                                                       |
|      | TLC                         | Warner Bros. Discovery EMEA                                     |                                                       |
|      | Eurosport 1                 | Warner Bros. Discovery EMEA                                     | Pan-Europees                                          |
|      | STAR Channel                | Eredivisie Media & Marketing CV                                 |                                                       |
|      | ESPN                        | Eredivisie Media & Marketing CV                                 |                                                       |
|      | National Geographic Channel | The Walt Disney Company (Benelux) / National Geographic Society |                                                       |
|      | Disney Jr.                  | The Walt Disney Company (Benelux)                               | Deelt kanaal met Veronica. Zendtijd: 04:00 tot 18:00  |
|      | Disney Channel              | The Walt Disney Company (Benelux)                               |                                                       |
|      | Viaplay TV                  | Viaplay Group                                                   |                                                       |
|      | BBC NL                      | BBC Benelux                                                     |                                                       |

| Opgeheven            | Opgeheven                            | Opgeheven                                                                     |
| Zendernaam           | Mediabedrijf                         | Opmerking                                                                     |
| -------------------- | ------------------------------------ | ----------------------------------------------------------------------------- |
| RTL-Véronique        | (nu RTL 4)                           | Uitzendlicentie via Luxemburg                                                 |
| Sportnet             | (opgegaan in Eurosport)              | Pan-Europees                                                                  |
| TMF6                 | (later TMF9)                         |                                                                               |
| TV10 Gold            | (later TV10)                         |                                                                               |
| RTV10                |                                      | regio Zuidoost Brabant                                                        |
| TV13                 | Weijmans Media Groep                 | regio Tilburg, Waalwijk                                                       |
| Sport 7              |                                      |                                                                               |
| VTV                  |                                      |                                                                               |
| Euro7                |                                      |                                                                               |
| TV10                 | (later Fox)                          |                                                                               |
| Fox                  | (later Fox 8)                        |                                                                               |
| Fox 8                | (later Fox)                          |                                                                               |
| Veronica (1995-2001) | (later Yorin, nu RTL 7)              |                                                                               |
| TMF9                 | (later TMF)                          |                                                                               |
| Fox                  | (later V8)                           |                                                                               |
| Veronica (2002-2003) |                                      | 18.00-06.00 op Kindernet/Nickelodeon; na geschil door Nickelodeon overgenomen |
| V8                   | (nu Veronica)                        |                                                                               |
| Fox Kids             | (later Jetix, nu Disney XD)          |                                                                               |
| Yorin                | (sinds 12 augustus 2005 RTL 7)       |                                                                               |
| Talpa                | (later, sinds 16 december 2006 Tien) |                                                                               |
| Clear TV             |                                      |                                                                               |
| The Box              | (sinds 30 april 2007 Comedy Central) |                                                                               |
| Tien                 | (sinds 18 augustus 2007 RTL 8)       |                                                                               |
| Jetix                | (sinds 1 januari 2010 Disney XD)     |                                                                               |
| Het Gesprek          |                                      |                                                                               |
| TMF                  | (later digitaal kanaal)              |                                                                               |
| Spike                | nu Paramount Network                 |                                                                               |
| Fox                  | (sinds 1 november 2023 STAR Channel) |                                                                               |
| Disney XD            | (sinds 1 mei 2025 Disney Jr.)        |                                                                               |

### Regionaal
| Zendernaam         | Mediabedrijf    | Doelregio                                             |
| ------------------ | --------------- | ----------------------------------------------------- |
| Podium.TV          | Podium.TV       | provincie Groningen, Friesland, Drenthe en Overijssel |
| Regio TV Infothuis | BV Infothuis TV | regio Haaglanden                                      |
| TV73               | TV73 BV         | Noord-Brabant (voorheen VTV1)                         |
| TV Ellef           | TVEllef Limited | Limburg                                               |

| Opgeheven     | Opgeheven                    | Opgeheven                             |
| Zendernaam    | Mediabedrijf                 | Doelregio                             |
| ------------- | ---------------------------- | ------------------------------------- |
| Brabant10     | Weijmans Media Groep         | Noord-Brabant                         |
| CTV Zeeland   | CTV Zeeland Media B.V.       | regio Zeeland                         |
| Regionet      | (later R.O.B.TV)             |                                       |
| RNN7          | Regionale TV Groep Ned BV    | regio Rijnmond/Rotterdam              |
| R.O.B.TV      | (nu ENJOY TV)                |                                       |
| TV Totaal     | (nu TV Limburg)              |                                       |
| ENJOY TV      |                              |                                       |
| Graafschap TV | Graafschap TV                | Gelderland                            |
| Focuz TV      | Focuz TV                     | Gelderland                            |
| Gelre TV      | Gelre TV                     | Gelderland                            |
| VTV1          | YIM Productions              | regio Vught                           |
| Regio22       | Hermans Retail Europe        | provincie Noord-Holland               |
| TV Limburg    | RTNL                         | provincie Limburg                     |
| ETV.nl        |                              |                                       |
| Brug TV       | BrugMedia BV                 | regio Zwolle, Kampen, Zwartewaterland |
| GPTV          | Gerstel Producties Televisie | provincie Friesland                   |

### Digitaal
| Zendernaam                                       | Mediabedrijf                                                                                   | Opmerking                                                                  |
| ------------------------------------------------ | ---------------------------------------------------------------------------------------------- | -------------------------------------------------------------------------- |
| 24Kitchen                                        | The Walt Disney Company                                                                        |                                                                            |
| BabyTV                                           | The Walt Disney Company                                                                        |                                                                            |
| National Geographic Wild                         | The Walt Disney Company / National Geographic Society                                          |                                                                            |
| MTV 80s                                          | Paramount Benelux                                                                              |                                                                            |
| MTV Music 24                                     | Paramount Benelux                                                                              |                                                                            |
| MTV 00s                                          | Paramount Benelux                                                                              |                                                                            |
| Nick Music                                       | Paramount Benelux                                                                              |                                                                            |
| Nick Jr.                                         | Paramount Benelux                                                                              |                                                                            |
| Nicktoons                                        | Paramount Benelux                                                                              |                                                                            |
| Animal Planet                                    | Warner Bros. Discovery EMEA                                                                    | Pan-Europees                                                               |
| Investigation Discovery                          | Warner Bros. Discovery EMEA                                                                    |                                                                            |
| Discovery Science                                | Warner Bros. Discovery EMEA                                                                    |                                                                            |
| Eurosport 2                                      | Warner Bros. Discovery EMEA                                                                    |                                                                            |
| History                                          | A+E Networks, UK                                                                               | Tussen 1 januari 1995 en 20 maart 2008: The History Channel                |
| Crime & Investigation                            | A+E Networks, UK                                                                               |                                                                            |
| Stingray Classica                                | Stingray Digital Group Inc.                                                                    |                                                                            |
| Stingray Lite TV                                 | Stingray Digital Group Inc.                                                                    | Per 1 April 2015 Stingray Lite TV daarvoor alleen Lite TV                  |
| Stingray DJAZZ                                   | Stingray Digital Group Inc.                                                                    |                                                                            |
| Stingray Festival 4K                             | Stingray Digital Group Inc.                                                                    |                                                                            |
| 192TV                                            | BR Music                                                                                       |                                                                            |
| TV 538                                           | Talpa Network                                                                                  |                                                                            |
| 100% NL TV                                       | Mediahuis                                                                                      |                                                                            |
| Slam!TV                                          | Mediahuis                                                                                      |                                                                            |
| XITE                                             | Xite Networks Netherlands B.V.                                                                 |                                                                            |
| DanceTelevision                                  | DanceTelevision                                                                                |                                                                            |
| E! Entertainment                                 | Comcast Corporation                                                                            |                                                                            |
| OUTtv                                            | OUTtv Media B.V                                                                                |                                                                            |
| Family7                                          | Christoffer Productions & Beheer B.V.                                                          |                                                                            |
| Ziggo TV (Kanaal 13)                             | VodafoneZiggo                                                                                  | Open kanaal alleen voor VodafoneZiggo klanten; etalagekanaal               |
| Ziggo Sport (Kanaal 14)                          | VodafoneZiggo                                                                                  | Open kanaal alleen voor VodafoneZiggo klanten                              |
| ONS                                              | Just Media Group                                                                               | Sinds september 2015 heet de zender: ONS (voorheen NostalgieNet)           |
| ShortsTV                                         | Shorts International Limited                                                                   |                                                                            |
| Mezzo                                            | MCM Group / France Télévisions                                                                 |                                                                            |
| CBS Reality                                      | CBS Studios International / AMC Networks International                                         |                                                                            |
| Cartoon Network                                  | Warner Bros. Discovery EMEA                                                                    |                                                                            |
| Cartoonito                                       | Warner Bros. Discovery EMEA                                                                    |                                                                            |
| Pebble TV                                        | Pebble TV B.V.                                                                                 |                                                                            |
| FashionTV                                        | Michel Adam Lisowski                                                                           |                                                                            |
| MyZen                                            | Groupe SECOM                                                                                   |                                                                            |
| Enjoy.tv                                         | COUNTRY Musicnl B.V.                                                                           |                                                                            |
| INSIGHT TV                                       | TV Entertainment Reality Network B.V.                                                          |                                                                            |
| SchlagerTV                                       | Schlager TV B.V.                                                                               |                                                                            |
| NashvilleTV                                      | Schlager TV B.V.                                                                               |                                                                            |
| TV Oranje                                        | TV Digitaal B.V.                                                                               |                                                                            |
| Love Nature                                      | Blue Ant Media                                                                                 |                                                                            |
| Extreme Sports                                   | Extreme International                                                                          |                                                                            |
| Horse & Country TV                               | H&C TV Ltd.                                                                                    |                                                                            |
| Secret Circle                                    | Secret Circle Media B.V.                                                                       |                                                                            |
| Meiden van Holland Hard                          | Blue Donkey Media                                                                              |                                                                            |
| Babes TV                                         |                                                                                                |                                                                            |
| Iedereen Live                                    |                                                                                                |                                                                            |
| FilmBox                                          | SPI International                                                                              |                                                                            |
| Internationale zenders in Nederland te ontvangen |                                                                                                |                                                                            |
| 2M                                               |                                                                                                |                                                                            |
| Al Jazeera                                       |                                                                                                |                                                                            |
| Antena 3                                         | Atresmedia Corporación                                                                         |                                                                            |
| BBC News (International Feed)                    | BBC Studios                                                                                    | Niet te verwarren met BBC News Channel, voorheen BBC World, BBC World News |
| BBC First                                        | BBC Studios                                                                                    |                                                                            |
| CNBC Europe                                      |                                                                                                |                                                                            |
| CNN International                                | Warner Bros. Discovery                                                                         |                                                                            |
| Curiosity Channel                                |                                                                                                |                                                                            |
| Duck TV                                          |                                                                                                |                                                                            |
| Euronews                                         | Aandeelhouders zijn: Media Globe Networks van Naguib Sawiris (88%), 24 publieke omroepen (12%) |                                                                            |
| HGTV                                             |                                                                                                |                                                                            |
| Mediaset Italia                                  | Mediaset                                                                                       |                                                                            |
| Njam!                                            | Studio 100                                                                                     |                                                                            |
| RTL Television                                   | RTL Group                                                                                      | Duitse zender, uitzendlicentie via Luxemburg                               |
| RTL Lounge                                       | RTL Nederland                                                                                  | Uitzendlicentie via Luxemburg                                              |
| RTL Crime                                        | RTL Nederland                                                                                  | Uitzendlicentie via Luxemburg                                              |
| RTL Telekids                                     | RTL Nederland                                                                                  | Uitzendlicentie via Luxemburg                                              |
| RTV-7                                            |                                                                                                |                                                                            |
| Sat.1                                            | ProSiebenSat.1 Media                                                                           |                                                                            |

| Opgeheven                 | Opgeheven                                   | Opgeheven                                                             |
| Zendernaam                | Mediabedrijf                                | Opmerking                                                             |
| ------------------------- | ------------------------------------------- | --------------------------------------------------------------------- |
| 13th Street               | NBC Universal                               | Per 1 juli 2016 staakte NBC Universal de uitzendingen in Nederland.   |
| Adventure 1               | NGCI                                        | nu National Geographic Wild                                           |
| AMC                       | AMC Networks International                  | Tot 5 november 2014 MGM Movie Channel, opgeheven per 31 december 2018 |
| BBC Entertainment         | BBC Studios                                 |                                                                       |
| Boomerang                 |                                             | Per 18 maart 2023 verder als Cartoonito                               |
| CarChannel                |                                             | Gestopt per 18 april 2013                                             |
| Comedy Central Extra      | Paramount Benelux                           | Per 31 december 2022 gestopt                                          |
| Comedy Central Family     | Viacom International Media Networks Benelux | Per 1 juni 2018 gestopt                                               |
| Discovery Civilisation    | Discovery, Inc.                             | Vanaf 18 april 2008 omgebouwd tot Discovery World                     |
| Discovery Travel & Living | Discovery, Inc.                             | Vanaf 4 juli 2011 omgebouwd tot Investigation Discovery               |
| Discovery World           | Discovery, Inc.                             | Per 1 januari 2021 gestopt                                            |
| Disney Junior             | The Walt Disney Company                     | Per 1 april 2019 gestopt                                              |
| Food Network              | Discovery, Inc.                             | Per 31 januari 2019 gestopt                                           |
| FOXlife                   | Fox Networks Group                          | Per 31 december 2016 gestopt in Nederland                             |
| Hallmark Channel          | NBC Universal                               | In Nederland & België per 21 juli 2011 gestopt                        |
| JimJam                    | AMC Networks International                  | Per 1 maart 2018 gestopt                                              |
| Liberty TV                |                                             | Per 10 mei 2013 gestopt                                               |
| MTV Base                  | Viacom International Media Networks Benelux | Per maart 2008 overgegaan in MTV Dance                                |
| MTV Dance                 | Viacom International Media Networks Benelux | Per 1 oktober 2017 gestopt                                            |
| MTV Hits                  | Viacom International Media Networks Benelux | Per 1 oktober 2017 gestopt                                            |
| MTV Rocks                 | Viacom International Media Networks Benelux | Per 1 oktober 2017 gestopt                                            |
| Musiqlub                  | Entertainment Group                         | Gestopt datum onbekend                                                |
| Reality TV                |                                             | Opgeheven per 1 april 2004                                            |
| SyFy Universal            | NBC Universal                               | Per 1 juli 2016 staakte NBC Universal de uitzendingen in Nederland.   |
| Spike                     | Paramount Benelux                           | Per 24 mei 2022 verder gegaan als Paramount Network                   |
| TCM                       | Turner                                      | In Nederland en België per 1 januari 2014 gestopt                     |
| TMF NL                    | MTV Networks Benelux                        | Per 31 december 2011 gestopt                                          |
| TMF Dance                 | MTV Networks Benelux                        | Per 31 december 2011 gestopt                                          |
| TMF Pure                  | MTV Networks Benelux                        | Per 31 december 2011 gestopt                                          |
| Travel Channel            | Discovery, Inc.                             | Per 31 januari 2019 gestopt                                           |
| Motorsport.tv             | Motorsport Network                          |                                                                       |
| MTV 90s                   | Paramount Benelux                           | Per 1 januari 2025 gestopt                                            |
| MTV Hits                  | Paramount Benelux                           | Per 1 januari 2025 gestopt                                            |
| MTV Live HD               | Paramount Benelux                           | Per 1 januari 2025 gestopt                                            |
| C-Classic TV              | 2Connect Media / Sony BMG                   |                                                                       |
| VH1 Classic               | Viacom International Media Networks Benelux | Per 5 oktober 2020 MTV 80s                                            |
| Viceland                  | Vice Media                                  | Vanaf 1 november 2019 als Vice tv, per 24 augustus 2020 gestopt       |

## Betaaltelevisie

### Landelijk
| Zendernaam/dienst | Mediabedrijf                      | Opmerking |
| ----------------- | --------------------------------- | --- |
| ESPN              | Eredivisie Media & Marketing CV   | Open kanaal bij geselecteerde providers                                                                                        |
| ESPN 2            | Eredivisie Media & Marketing CV   | |
| ESPN 3            | Eredivisie Media & Marketing CV   | |
| ESPN 4            | Eredivisie Media & Marketing CV   | |
| ESPN UHD          | Eredivisie Media & Marketing CV   | |
| Ziggo Sport       | VodafoneZiggo                     | Onderdeel van Ziggo Sport Totaal, voorheen Ziggo Sport Select                                                                  |
| Ziggo Sport 2     | VodafoneZiggo                     | Onderdeel van Ziggo Sport Totaal, voorheen Ziggo Sport Voetbal                                                                 |
| Ziggo Sport 3     | VodafoneZiggo                     | Onderdeel van Ziggo Sport Totaal, voorheen Ziggo Sport Golf                                                                    |
| Ziggo Sport 4     | VodafoneZiggo                     | Onderdeel van Ziggo Sport Totaal, voorheen Ziggo Sport Racing                                                                  |
| Ziggo Sport 5     | VodafoneZiggo                     | Onderdeel van Ziggo Sport Totaal, voorheen Ziggo Sport Docu                                                                    |
| Ziggo Sport 6     | VodafoneZiggo                     | Onderdeel van Ziggo Sport Totaal, voorheen Ziggo Sport Tennis                                                                  |
| HBO NL            | WarnerMedia / VodafoneZiggo       | Als aparte zenders (HBO 1, HBO 2 & HBO 3) gestopt. HBO content nu alleen beschikbaar als on-demand dienst binnen VodafoneZiggo |
| Film1             | SPI International                 | Zenders: Film1 Premiere, Film1 Action, Film1 Family, Film1 Drama                                                               |
| Turks             |                                   | |
| Show TV           |                                   | |
| Euro D            |                                   | |
| Euro Star         |                                   | |
| Haber Türk TV     |                                   | |
| TV 8              |                                   | |
| TRT-Cocuk         |                                   | |
| ATV Avrupa        |                                   | |
| TRT-Musik         |                                   | |
| TRT Spor          |                                   | |
| Hindi             |                                   | |
| Zee TV            |                                   | |
| Zee Cinema        |                                   | |
| SET Asia          |                                   | |
| Star Plus         |                                   | |
| Star Gold         |                                   | |
| Star Vijay        |                                   | |
| Zing              |                                   | |
| Sony TV Asia      |                                   | |
| Sony MAX          |                                   | |
| Erotiek           |                                   | |
| Passie XXX        | Passion 4 TV B.V.                 | |
| Dusk!             | 2GrapesMedia B.V.                 | |
| Hustler TV        | Sapphire Media International B.V. | |
| Evil Angel        | Echo Alpha B.V.                   | |
| Brazzers TV       | STV International B.V.            | |
| X-MO              | X-Mo Media B.V.                   | |
| Penthouse Gold    | Penthouse Media                   | |
| Dorcel TV         |                                   | |
| Vivid Red HD      |                                   | |
| Penthouse Passion |                                   | |
| Reality Kings HD  |                                   | |
| Playboy TV Europe |                                   | |
| Overige           |                                   | |
| ART Movies        |                                   | |
| ART Europe        |                                   | |
| LBC Europe        |                                   | |
| TVBS              |                                   | |
| PCNE              |                                   | |

| Opgeheven         | Opgeheven                                   |
| Zendernaam        | Opmerking                                   |
| ----------------- | ------------------------------------------- |
| Canal+ Rood       | Nu Film1.1                                  |
| Canal+ Blauw      | Nu Film1.2                                  |
| Canal+ Geel       | Nu Film1.3                                  |
| Eredivisie Live   | Per 1 augustus 2013 Fox Sports              |
| Fox Sports        | Per 1 januari 2021 ESPN                     |
| Het Sportkanaal   | Later Sport1 nu Ziggo Sport                 |
| FilmNet           | Later Canal plus Rood NL                    |
| FilmNet 2         | Later Canal plus Blauw NL                   |
| Cinenova          |                                             |
| Cinenova 2        |                                             |
| Plus TV           | Breedbeeld televisiekanaal in de jaren '90. |
| Het Voetbalkanaal | Opgegaan in Het Sportkanaal                 |
| Garuda TV         | Najaar 2009 gestopt                         |
| KPN Presenteert   | In de zomer 2018 gestopt                    |